# فرانسوا سيبيل
فرانسوا سيبيل (9 أكتوبر 1906 – 1968) هو ملاكم بلجيكي راحل، مثّل بلاده في الألعاب الأولمبية الصيفية 1924.

## روابط خارجية
فرانسوا سيبيل على موقع بوكس ريك (الإنجليزية) (registration required)
- فرانسوا سيبيل على موقع أوليمبيديا (الإنجليزية)